# Friedrich Gundolf
Friedrich Gundolf, pseudónimo di Friedrich Leopold Gunderfinger (Darmstadt, 20 de julio de 1880 - Heidelberg, 12 de julio de 1931), fue un crítico literario alemán.

## Biografía
De origen judío, fue autor de estudios y traducciones de obras de autores como Shakespeare, Nietzsche, Hölderlin, Goethe o Stefan George, del que fue gran amigo. Si de joven se apasionó por la literatura gracias a las visitas del cenéculo dirigido por George, pronto se convirtió en estrecho colaborador de la revista Blätter für die Kunst, donde publicó sus primeros versos. Entre todos los secuaces de George, Gundolf se demostró el menos entusiasta del esteticismo decadente, aunque no superó la pulsión por un Nietzsche, héroe de culto, como resaltó en su escrito Caesar, Geschichte seines Ruhms (César, historia de su fama, 1924), y sostuvo ideas sobre lo absoluto en el arte, en plena oposición al naturalismo, movimiento dominante en Francia. Pero Gundolf, con el paso de los años, se mostró más escéptico en las confrontaciones del mito del poeta como vate y creador, y lentamente marcó distancias con respecto a George, hasta llegar a la separación completa o, incluso, la discordia.
Si los versos de Gundolf, al menos refinado a la ruptura con el maestro, fueron en línea de máxima adherencia a las teorías de George, su nombre es recordado sobre todo por la importancia de sus obras de críticas, como el ensayo que dedicó a Goethe (Goethe, 1916), considerado uno de los más brillantes de todos los tiempos. Este estudio voluminoso se centró en la relación entre la experiencia de vida y influencia en el arte y en la poesía. 
En la última década de vida, Gundolf realizó muchos trabajos enjundiosos sobre autores como Kleist (1923), Gryphius (1927), Grimmelshausen (1929) o sobre los románticos alemanes. Se ocupó además de filosofía de la historia a través un estudio de la figura de Julio César.
Sus libros fueron destruidos en 1933 por los nazis. En el ámbito de la cultura germánica, la obra de Gundolf representó una ruptura con la tradición de crítica histórico-literaria, gracias sobre todo a la profundización y a la focalización de la experiencia interior de los poetas analizados, y a la innovación del gusto literario y el estilo suntuoso de su prosa.

## Obras
- Shakespeare und der deutsche Geist (1911)
- Goethe (1916) (13. Aufl. 1930) Kap.: Neue Lyrik
- Hölderlins Archipelagus (1916)
- George (1920)
- Heinrich von Kleist (1922) (3. Aufl. 1932)
- Martin Opitz (1923)
- Caesar. Geschichte seines Ruhms (1924)
- Hutten, Klopstock, Arndt (1924)
- Andreas Gryphius (1927)
- Shakespeare (1928)
- Paracelsus (1928)
- Lessing (1929)
- Gedichte (1930)
- Romantiker (1931)
- Rede zu Goethes 100. Todestag (1931/1932, publicación póstuma)
- Shakespeares Werke in deutscher Sprache (10 vol., 1908-1923)
- Briefe
- Die deutsche Literärgeschicht / reimweis kurz fasslich hergericht. Hrsg. v. E. Osterkamp. Heidelberg, 2002

## Otros proyectos
- Wikisource contiene una página en alemán dedicada a Friedrich Gundolf
- Wikimedia Commons contiene imágenes y otros archivos en Friedrich Gundolf